# Suncus madagascariensis
Suncus madagascariensis es una especie de musaraña de la familia Soricidae.

## Distribución geográfica
Se encuentra en Comoras y Madagascar.  